# Caudron C.490
Le Caudron C.490 était un avion biplan d'entraînement construit par Caudron au milieu des années 1930.

## Conception
Le C.490 dérive du Caudron C.159. Il effectue son premier vol en septembre 1935.
Seuls 7 exemplaires ont été construits.
De type iplan, il possède une structure en bois à revêtement entoilé. 